# 長田綾奈
長田 綾奈（おさだ あやな）は、日本の映画監督。
NHK BS2の映画番組「ヤング・シネマ・パラダイス」の司会を、泉谷しげるとつとめる。
テレビ朝日系の映画情報番組「HELLO MOVIES」のキャスターをつとめる。1992年、映画「東京の神様」で監督としてデビュー。同作品では監督・製作・脚本・主演をこなす。また、この頃映画「ドラッグストア・カウボーイ」のパンフレットに寄稿。
1993年、横木安良夫写真展「TwilightTwistPolaroid8x10」でモデルをつとめる。
2004年には「SALSA for PEACE～ニューヨークのオルケスタ・デラ・ルス」でNew Yorkサイドの映像プロデューサーを務めた。

## 監督作品
- 東京の神様（1992年）

## 対談
- 雑誌「A HARD DAY'S NIGHT 1992年11月号」山手書房新社 - 対談・女の本音、男の本音（柳美里 VS 長田綾奈、加藤賢崇 VS 嶋田晶）